# David Ragsdale
David Ragsdale (ur. 3 kwietnia 1958 roku) – amerykański skrzypek, członek zespołu Kansas.

## Życiorys
Naukę gry na instrumencie rozpoczął w wieku 3 lat. Nagrywał i współpracował z takimi sławami jak Louise Mandrell, The Smashing Pumpkins, Jason Bonham i Queensrÿche. W 1997 roku wydał solowy album zatytułowany "David & Goliath".